# يحي ولد حدمين
يحيي ولد حدمين (ولد في 31 ديسمبر 1953) هو مهندس وسياسي موريتاني. شغل منصب رئيس وزراء موريتانيا منذ 21 أغسطس 2014.